# British Academy Film Award du meilleur scénario adapté
Le British Academy Film Award du meilleur scénario adapté (British Academy Film Award for Best Adapted Screenplay) est une récompense cinématographique britannique décernée depuis 1984 par la British Academy of Film and Television Arts (BAFTA) lors de la cérémonie annuelle des British Academy Film Awards.
Elle résulte de la division en 1984 du British Academy Film Award du meilleur scénario en deux catégories : Meilleur scénario original et Meilleur scénario adapté.

## Palmarès
Note : les gagnants sont indiqués en gras. Les années indiquées sont celles au cours desquelles la cérémonie a eu lieu, soit l'année suivant leur sortie en salles (au Royaume-Uni).
Le symbole ♕ rappelle le gagnant et ♙ une nomination à l'Oscar du meilleur scénario adapté la même année.

### Années 1980
- 1984 : Chaleur et Poussière (Heat and Dust) – Ruth Prawer Jhabvala
  - Trahisons conjugales (Betrayal) – Harold Pinter ♙
  - L'Éducation de Rita (Educating Rita) – Willy Russell ♙
  - Tootsie – Larry Gelbart et Murray Schisgal ♙
- 1985 : La Déchirure (The Killing Fields) – Bruce Robinson ♙
  - Another Country : Histoire d'une trahison (Another Country) – Julian Mitchell
  - Paris, Texas – Sam Shepard ♙
  - L'Habilleur (The Dresser) – Ronald Harwood ♙
- 1986 : L'Honneur des Prizzi (Prizzi's Honor) – Richard Condon et Janet Roach ♙
  - La Route des Indes (A Passage to India) – David Lean ♙
  - Amadeus – Peter Shaffer ♕
  - La Partie de chasse (The Shooting Party) – Julian Bond
- 1987 : Out of Africa (Out of Africa) – Robert Bolt ♕
  - Chambre avec vue (A Room with a View) – Ruth Prawer Jhabvala ♕
  - Les Enfants du silence (Children of a Lesser God) – Hesper Anderson et Mark Medoff ♙
  - Ran – Akira Kurosawa, Hideo Oguni et Masato Ide
  - La Couleur pourpre (The Color Purple) – Menno Meyjes ♙
- 1988 : Jean de Florette – Claude Berri et Gérard Brach
  - 84 Charing Cross Road – Hugh Whitemore
  - La Petite Dorrit (Little Dorrit) – Christine Edzard ♙
  - Prick Up Your Ears – Alan Bennett
- 1989 : L'Insoutenable Légèreté de l'être (The Unbearable Lightness of Being) – Jean-Claude Carrière et Philip Kaufman ♙
  - Le Festin de Babette (Babettes gæstebud) – Gabriel Axel
  - Empire du soleil (Empire of the Sun) – Tom Stoppard
  - Qui veut la peau de Roger Rabbit (Who Framed Roger Rabbit) – Jeffrey Price et Peter S. Seaman

### Années 1990
- 1990 : Les Liaisons dangereuses (Dangerous Liaisons) – Christopher Hampton ♕
  - My Left Foot (My Left Foot: The Story of Christy Brown) – Shane Connaughton et Jim Sheridan ♙
  - Shirley Valentine – Willy Russell
  - Voyageur malgré lui (The Accidental Tourist) – Frank Galati et Lawrence Kasdan ♙
- 1991 : Les Affranchis (Goodfellas) – Nicholas Pileggi et Martin Scorsese ♙
  - Né un 4 juillet (Born on the Fourth of July) – Oliver Stone et Ron Kovic ♙
  - Miss Daisy et son chauffeur (Driving Miss Daisy) – Alfred Uhry ♕
  - Bons baisers d'Hollywood (Postcards from the Edge) – Carrie Fisher
  - La Guerre des Rose (The War of the Roses) – Michael Leeson
- 1992 : Les Commitments (The Commitments) – Dick Clement, Ian La Frenais (en) et Roddy Doyle
  - Cyrano de Bergerac – Jean-Paul Rappeneau et Jean-Claude Carrière
  - Danse avec les loups (Dances with Wolves) – Michael Blake ♕
  - Le Silence des agneaux (The Silence of the Lambs) – Ted Tally ♕
- 1993 : The Player – Michael Tolkin ♙
  - Retour à Howards End (Howards End) – Ruth Prawer Jhabvala ♕
  - JFK – Oliver Stone et Zachary Sklar (de) ♙
  - Ballroom Dancing (Strictly Ballroom) – Baz Luhrmann et Craig Pearce
- 1994 : La Liste de Schindler (Schindler's List) – Steven Zaillian ♕
  - Au nom du père (In the Name of the Father) – Terry George et Jim Sheridan ♙
  - Le Temps d'un week-end (Scent of a Woman) – Bo Goldman ♙
  - Les Ombres du cœur (Shadowlands) – William Nicholson ♙
  - Les Vestiges du jour (The Remains of the Day) – Ruth Prawer Jhabvala ♙
- 1995 : Quiz Show – Paul Attanasio ♙
  - Forrest Gump – Eric Roth ♕
  - Les Leçons de la vie (The Browning Version) – Ronald Harwood
  - Le Club de la chance (The Joy Luck Club) – Amy Tan et Ronald Bass
  - Trois Couleurs : Rouge – Krzysztof Kieślowski et Krzysztof Piesiewicz ♙
- 1996 : Trainspotting – John Hodge ♙
  - Babe, le cochon devenu berger (Babe) – George Miller et Chris Noonan ♙
  - Le Facteur (Il postino) – Anna Pavignano, Michael Radford, Furio Scarpelli, Giacomo Scarpelli et Massimo Troisi ♙
  - Leaving Las Vegas – Mike Figgis ♙
  - Raison et Sentiments (Sense and Sensibility) – Emma Thompson ♕
  - La Folie du roi George (The Madness of King George) – Alan Bennett ♙
- 1997 : Le Patient anglais (The English Patient) – Anthony Minghella ♙
  - Evita – Alan Parker et Oliver Stone
  - Richard III – Ian McKellen et Richard Loncraine
  - La Chasse aux sorcières (The Crucible) – Arthur Miller ♙
- 1998 : Roméo + Juliette (Romeo + Juliet) – Craig Pearce et Baz Luhrmann
  - L.A. Confidential – Brian Helgeland et Curtis Hanson ♕
  - Ice Storm (The Ice Storm) – James Schamus
  - Les Ailes de la colombe (The Wings of the Dove) – Hossein Amini ♙
- 1999 : Primary Colors – Elaine May
  - Hilary et Jackie – Frank Cottrell Boyce
  - Little Voice – Mark Herman
  - Des hommes d'influence (Wag the Dog) – Hilary Henkin et David Mamet ♙

### Années 2000
- 2000 : La Fin d'une liaison (The End of the Affair) – Neil Jordan
  - Un mari idéal (An Ideal Husband) – Oliver Parker
  - Fish and Chips (East Is East) – Ayub Khan-Din
  - Le Talentueux Mr Ripley (The Talented Mr. Ripley) – Anthony Minghella ♙
- 2001 : Traffic – Stephen Gaghan ♕
  - Le Chocolat (Chocolat) – Robert Nelson Jacobs ♙
  - High Fidelity – D.V. DeVincentis, Steve Pink et John Cusack et Scott Rosenberg
  - Tigre et Dragon (Wo hu cang long) – James Schamus, Hui-Ling Wang et Kuo Jung Tsai ♙
  - Wonder Boys – Steven Kloves ♙
- 2002 : Shrek – Ted Elliott, Terry Rossio, Joe Stillman et Roger S.H. Schulman ♙
  - Un homme d'exception (A Beautiful Mind) – Akiva Goldsman ♕
  - Le Journal de Bridget Jones (Bridget Jones's Diary) – Helen Fielding, Andrew Davies et Richard Curtis
  - Iris – Richard Eyre et Charles Wood
  - Le Seigneur des anneaux : La Communauté de l'anneau (The Lord of the Rings: The Fellowship of the Ring) – Fran Walsh, Philippa Boyens et Peter Jackson ♙
- 2003 : Adaptation – Charlie Kaufman et Donald Kaufman ♙
  - Pour un garçon (About a Boy) – Peter Hedges, Chris Weitz et Paul Weitz ♙
  - Arrête-moi si tu peux (Catch Me If You Can) – Jeff Nathanson
  - The Hours – David Hare ♙
  - Le Pianiste (The Pianist) – Ronald Harwood ♕
- 2004 : Le Seigneur des anneaux : Le Retour du roi (The Lord of the Rings: The Return of the King) – Fran Walsh, Philippa Boyens et Peter Jackson ♕
  - Big Fish – John August
  - Retour à Cold Mountain (Cold Mountain) – Anthony Minghella
  - La Jeune Fille à la perle (Girl with a Pearl Earring) – Olivia Hetreed
  - Mystic River – Brian Helgeland ♙
- 2005 : Sideways – Alexander Payne et Jim Taylor ♕
  - Closer, entre adultes consentants (Closer) – Patrick Marber
  - Carnets de voyage (Diarios de motocicleta) – José Rivera ♙
  - Neverland (Finding Neverland) – David Magee ♙
  - Les Choristes – Christophe Barratier et Philippe Lopes-Curval
- 2006 : Le Secret de Brokeback Mountain (Brokeback Mountain) – Larry McMurtry et Diana Ossana ♕
  - A History of Violence – Josh Olson ♙
  - Truman Capote (Capote) – Dan Futterman ♙
  - Orgueil et Préjugés (Pride & Prejudice) – Deborah Moggach
  - The Constant Gardener – Jeffrey Caine (en) ♙
- 2007 : Le Dernier Roi d'Écosse (The Last King of Scotland) – Peter Morgan et Jeremy Brock
  - Casino Royale – Neal Purvis, Robert Wade et Paul Haggis
  - Chronique d'un scandale (Notes on a Scandal) – Patrick Marber ♙
  - Les Infiltrés (The Departed) – William Monahan ♕
  - Le Diable s'habille en Prada (The Devil Wears Prada) – Aline Brosh McKenna
- 2008 : Le Scaphandre et le Papillon – Ronald Harwood ♙
  - Les Cerfs-volants de Kaboul (The Kite Runner) – David Benioff
  - No Country for Old Men – Ethan et Joel Coen ♕
  - Reviens-moi (Atonement) – Christopher Hampton ♙
  - There Will Be Blood – Paul Thomas Anderson ♙
- 2009 : Slumdog Millionaire – Simon Beaufoy ♕
  - Frost/Nixon – Peter Morgan ♙
  - Les Noces rebelles (Revolutionary Road) – Justin Haythe ♙
  - L'Étrange Histoire de Benjamin Button (The Curious Case of Benjamin Button) – Eric Roth
  - The Reader (The Reader) – David Hare ♙

### Années 2010
- 2010 : In the Air (Up In the Air) – Jason Reitman et Sheldon Turner ♙
  - District 9 – Neill Blomkamp et Terri Tatchell
  - Une éducation (An Education) – Nick Hornby ♙
  - In the Loop – Simon Blackwell, Jesse Armstrong, Armando Iannucci et Tony Roche ♙
  - Precious (Precious: Based on the Novel 'Push' by Sapphire) – Geoffrey Fletcher ♕

- 2011 : The Social Network – Aaron Sorkin ♕
  - 127 Heures (127 Hours) – Danny Boyle et Simon Beaufoy ♙
  - Millénium (Män som hatar kvinnor) – Nikolaj Arcel et Rasmus Heisterberg
  - Toy Story 3 – Michael Arndt ♙
  - True Grit – Joel et Ethan Coen ♙

- 2012 : La Taupe (Tinker, Tailor, Soldier, Spy) – Bridget O'Connor et Peter Straughan ♙
  - La Couleur des sentiments (The Help) – Tate Taylor
  - The Descendants – Alexander Payne, Nat Faxon et Jim Rash ♕
  - Les Marches du pouvoir (The Ides of March) – George Clooney, Grant Heslov et Beau Willimon ♙
  - Le Stratège (Moneyball) – Steven Zaillian et Aaron Sorkin ♙

- 2013 : Happiness Therapy (Silver Linings Playbook) – David O. Russell ♙
  - Argo – Chris Terrio ♕
  - Les Bêtes du Sud sauvage (Beasts of the Southern Wild) – Lucy Alibar et Benh Zeitlin ♙
  - Lincoln – Tony Kushner ♙
  - L'Odyssée de Pi (Life of Pi) – David Magee ♙

- 2014 : Philomena –  Steve Coogan et Jeff Pope ♙
  - Capitaine Phillips (Captain Phillips) – Billy Ray ♙
  - Le Loup de Wall Street (The Wolf of Wall Street) – Terence Winter ♙
  - Ma vie avec Liberace (Behind the Candelabra) – Richard LaGravenese
  - Twelve Years a Slave – John Ridley ♙

- 2015 : Une merveilleuse histoire du temps (The Theory of Everything) – Anthony McCarten ♙
  - American Sniper –  Jason Hall ♙
  - Gone Girl – Gillian Flynn
  - Imitation Game (The Imitation Game) – Graham Moore ♕
  - Paddington – Paul King et Hamish McColl

- 2016 : The Big Short : Le Casse du siècle (The Big Short) – Adam McKay et Charles Randolph ♕
  - Brooklyn – Nick Hornby ♙
  - Carol – Phyllis Nagy ♙
  - Room – Emma Donoghue ♙
  - Steve Jobs – Aaron Sorkin

- 2017 : Lion – Luke Davies ♙
  - Premier Contact (Arrival) – Eric Heisserer ♙
  - Tu ne tueras point (Hacksaw Ridge) – Andrew Knight et Robert Schenkkan
  - Les Figures de l'ombre (Hidden Figures) – Allison Schroeder et Theodore Melfi ♙
  - Nocturnal Animals – Tom Ford ♙

- 2018 : Call Me by Your Name – James Ivory ♕
  - Film Stars Don't Die in Liverpool– Matt Greenhalgh
  - Le Grand Jeu (Molly's Game) – Aaron Sorkin ♙
  - La Mort de Staline (The Death Of Stalin) – Armando Iannucci, Ian Martin, David Schneider et Peter Fellows
  - Paddington 2 – Paul King et Simon Farnaby

- 2019 : BlacKkKlansman : J'ai infiltré le Ku Klux Klan – Spike Lee, David Rabinowitz, Charlie Wachtel et Kevin Willmott
  - Can You Ever Forgive Me? – Nicole Holofcener et Jeff Whitty (en)
  - First Man : Le Premier Homme sur la Lune – Josh Singer
  - Si Beale Street pouvait parler – Barry Jenkins
  - A Star Is Born – Bradley Cooper, Will Fetters et Eric Roth

### Années 2020
- 2020 : Jojo Rabbit – Taika Waititi, d'après le roman Le ciel en cage de Christine Leunens
  - The Irishman – Steven Zaillian, d'après I Heard You Paint Houses: Frank ‘The Irishman’ Sheeran and the Inside Story of the Mafia, the Teamsters, and the Final Ride by Jimmy Hoffa de Charles Brandt
  - Joker – Todd Phillips et Scott Silver, d'après le personnage du Joker créé par Bill Finger, Bob Kane et Jerry Robinson
  - Les Filles du docteur March – Greta Gerwig, d'après les romans Les Quatre Filles du Docteur March et Le Docteur March marie ses filles de Louisa May Alcott
  - Les Deux Papes – Anthony McCarten, d'après sa pièce de théâtre The Pope

- 2021 : The Father - Florian Zeller et Christopher Hampton, d'après la pièce éponyme de Florian Zeller
  - The Dig - Moira Buffini, d'après le roman éponyme de John Preston
  - Désigné Coupable - M.B. Traven, Rory Haines et Sohrab Noshirvani, d'après Les carnets de Guantánamo de Mohamedou Ould Salahi
  - Nomadland - Chloé Zaho, d'après Nomadland: Surviving America in the Twenty-First Century de Jessica Bruder
  - Le Tigre Blanc - Ramin Bahrani, d'après le roman éponyme de Aravind Adiga

- 2022 : Coda – Sian Heder
  - Drive My Car – Ryusuke Hamaguchi et Takamasa Oe
  - Dune – Eric Roth, Jon Spaihts et Denis Villeneuve
  - The Lost Daughter – Maggie Gyllenhaal
  - The Power of the Dog – Jane Campion

- 2023 :  À l'Ouest, rien de nouveau (All Quiet on the Western Front)  – Edward Berger, Lesley Paterson et Ian Stokell
  - Vivre (Living) – Kazuo Ishiguro
  - The Quiet Girl – Colm Bairéad
  - She Said – Rebecca Lenkiewicz
  - The Whale – Samuel D. Hunter

- 2024 : American Fiction - Cord Jefferson (en)
  - Sans jamais nous connaître - Andrew Haigh
  - Oppenheimer - Christopher Nolan
  - Pauvres Créatures - Tony McNamara
  - La Zone d'intérêt - Jonathan Glazer
- 2025 : Conclave – Peter Straughan, adapté du roman Conclave de Robert Harris
  - Emilia Pérez – Jacques Audiard, basé sur un personnage du roman Écoute de Boris Razo
  - Un parfait inconnu (A Complete Unknown) – James Mangold et Jay Cocks, adapté du livre Dylan Goes Electric! d'Elijah Wald
  - Sing Sing – Greg Kwedar et Clint Bentley, adapté du livreThe Sing Sing Follies de John H. Richardson
  - Nickel Boys – RaMell Ross et Joslyn Barnes, adapté du roman Nickel Boys de Colson Whitehead

### Liens  externes
- (en) Site officiel de la BAFTA
- (en) Les BAFTA Awards par année sur l'Internet Movie Database